# Whiteclay
Whiteclay, soms ook Pine Ridge genoemd, is een gehucht en een census-designated place in de Amerikaanse staat Nebraska, en valt bestuurlijk gezien onder Sheridan County.

## Demografie
Bij de volkstelling in 2000 werd het aantal inwoners vastgesteld op 14.

## Geografie
Volgens het United States Census Bureau beslaat de plaats een oppervlakte van 2,5 km², waarvan 2,3 km² land en 0,2 km² water.